# Le Colonel Chabert (1943)
Le Colonel Chabert é um filme francês de 1943 dirigido por René Le Henaff, baseado no romance homônimo de Honoré de Balzac.
Foi estrelado por Marie Bell e Arlette Wherly.